# Royal Excelsior Sports Club
Royal Excelsior Sports Club is een Belgische sportclub uit Brussel. Tot 1935 had de club een voetbalploeg die een aantal jaar in de hoogste voetbalafdeling speelde. De club werd in 1904 opgericht als Excelsior Sports Club de Bruxelles, bij het 25-jarig bestaan in 1929 werd dit Royal Excelsior Sports Club. De ploeg speelde in zwart-wit, en was aangesloten bij de voetbalbond met stamnummer 20. Het team speelde op een terrein aan de Rue de la Société, Vorst en later aan de Van Praetlaan in Laken. De club trad in 1908 voor het eerst aan in de Ere-afdeling, en speelde daar tot het seizoen 1912/13, toen de club met 2 punten uit 22 matchen twaalfde en laatste werd en degradeerde, dit was meteen het laatste seizoen ooit in de hoogste Belgische voetbalreeks. In 1913/14, het laatste seizoen voor de Eerste Wereldoorlog, eindigde het team ook in de Eerste Afdeling (toen het tweede niveau) laatste. In 1924/25 speelde de ploeg nogmaals in deze Eerste Afdeling, het daaropvolgende seizoen zou de ploeg daaruit weer degraderen naar Bevordering (toen de derde klasse). Dat seizoen 1926/27 in Bevordering eindigde Excelsior afgetekend laatste in zijn reeks en verdween definitief uit de nationale voetbalreeksen. In 1935 trok Excelsior Sports Club zich terug als voetbalclub, de club behield wel andere sportafdelingen.

## Resultaten
| Seizoen | Klasse | Klasse | Klasse | Klasse | Klasse | Reeks                                     | Punten                                    | Opmerkingen                                            |
|         | I      | I      | II     | P.II   | P.III  |                                           |                                           |                                                        |
| ------- | ------ | ------ | ------ | ------ | ------ | ----------------------------------------- | ----------------------------------------- | ------------------------------------------------------ |
| 1906/07 |        |        |        | 2      |        | Tweede Prov. Brab.                        | 16                                        |                                                        |
| 1907/08 |        |        | 1      |        |        | Eerste Afdeling                           | 12                                        | Verlies (3-4) in titelwedstrijd tegen Racing Club Gent |
| 1908/09 | 7      | 7      |        |        |        | Ere Afdeling                              | 22                                        |                                                        |
| 1909/10 | 7      | 7      |        |        |        | Ere Afdeling                              | 19                                        |                                                        |
| 1910/11 | 10     | 10     |        |        |        | Ere Afdeling                              | 16                                        |                                                        |
| 1911/12 | 8      | 8      |        |        |        | Ere Afdeling                              | 16                                        |                                                        |
| 1912/13 | 12     | 12     |        |        |        | Ere Afdeling                              | 2                                         |                                                        |
| 1913/14 |        |        | 12     |        |        | Eerste Afdeling                           | 9                                         |                                                        |
| 1914/15 |        |        |        |        |        |                                           |                                           | Geen competitie door Wereldoorlog I                    |
| 1915/16 |        |        |        |        |        |                                           |                                           | Geen competitie door Wereldoorlog I                    |
| 1916/17 |        |        |        |        |        |                                           |                                           | Geen competitie door Wereldoorlog I                    |
| 1917/18 |        |        |        |        |        |                                           |                                           | Geen competitie door Wereldoorlog I                    |
| 1918/19 |        |        |        |        |        |                                           |                                           | Geen competitie door Wereldoorlog I                    |
| 1919/20 |        |        |        | 4      |        | Tweede Prov. Brab.                        | 20                                        |                                                        |
| 1920/21 |        |        |        | 4      |        | Tweede Prov. Brab.                        | 20                                        |                                                        |
| 1921/22 |        |        |        | 5      |        | Tweede Prov. Brab.                        | 4                                         |                                                        |
| 1922/23 |        |        |        | 2      |        | Tweede Prov. Brab.                        | 21                                        |                                                        |
| 1923/24 |        |        |        | 1      |        | Tweede Prov. Brab.                        | 45                                        |                                                        |
| 1924/25 |        |        | 10     |        |        | Eerste Afdeling A                         | 20                                        |                                                        |
| 1925/26 |        |        | 13     |        |        | Eerste Afdeling A                         | 7                                         |                                                        |
|         | I      | I      | II     | III    | P.II   | Vanaf 1926/27 zijn er 3 nationale niveaus | Vanaf 1926/27 zijn er 3 nationale niveaus | Vanaf 1926/27 zijn er 3 nationale niveaus              |
| 1926/27 |        |        |        | 14     |        | Bevordering C                             | 9                                         |                                                        |
| 1927/28 |        |        |        |        | 10     | Tweede Prov. Brab.                        | 17                                        |                                                        |
| 1928/29 |        |        |        |        | 2      | Tweede Prov. Brab.                        | 31                                        |                                                        |
| 1929/30 |        |        |        |        | 8      | Tweede Prov. Brab.                        | 19                                        |                                                        |
| 1930/31 |        |        |        |        | 8      | Tweede Prov. Brab.                        | 23                                        |                                                        |
| 1931/32 |        |        |        |        | 8      | Tweede Prov. Brab.                        | 25                                        |                                                        |
| 1932/33 |        |        |        |        |        |                                           |                                           | Geen competitie                                        |
| 1933/34 |        |        |        |        | 10     | Tweede Prov. Brab.                        | 23                                        |                                                        |
| 1934/35 |        |        |        |        | 13     | Tweede Prov. Brab.                        | 13                                        |                                                        |